# Statuto dei lavoratori
La legge 20 maggio 1970, n. 300 - meglio conosciuta come statuto dei lavoratori - è una delle normative principali della Repubblica Italiana in tema di diritto del lavoro.
Introdusse importanti e notevoli modifiche sia sul piano delle condizioni di lavoro che su quello dei rapporti fra i datori di lavoro e i lavoratori, con alcune disposizioni a tutela di questi ultimi e nel campo delle rappresentanze sindacali; a oggi di fatto costituisce, a seguito di minori integrazioni e modifiche, l'ossatura e la base di molte previsioni ordinamentali in materia di diritto del lavoro in Italia.

## La situazione nel secondo dopoguerra
L'esigenza di una regolazione precisa ed equitativa dei meccanismi del mondo del lavoro crebbe di importanza in particolare a partire dal secondo dopoguerra quando si pose mano alla strutturazione dello stato post-fascista nel nuovo regime democratico, la cui Costituzione al primo articolo conteneva il riferimento al lavoro come punto fondante dell'ordinamento repubblicano (evidenzia il costituzionalista Zagrebelsky che il diritto al lavoro è l'unico diritto esplicitamente enunciato dalla Carta fra i principi fondamentali).
La normativa in tema era insufficiente: vi erano alcuni istituti, come la fissazione di limiti minimi di età per il lavoro minorile in cave e miniere, la riduzione della durata della giornata lavorativa a 11 ore per i minori e a 12 per le donne, il diritto di associazione sindacale e quello di sciopero, le prime normative antinfortunistiche e l'obbligo di forme assicurative (1920), il divieto di mediazione di lavoro, ma la normativa fondamentale sul lavoro era contenuta principalmente nel codice civile fascista del 1942.
In quello stesso periodo venne inoltre pubblicata un'inchiesta delle ACLI di Milano intitolata "La classe lavoratrice si difende" che denunciava la condizione di sfruttamento e di discriminazione ideologica dei lavoratori, ponendo il problema della cittadinanza in fabbrica. Poco tempo dopo, nel 1955, il Parlamento promosse un'inchiesta parlamentare sulle "Condizioni di lavoro nelle fabbriche".
Gli anni cinquanta e sessanta videro il picco della trasformazione del lavoro (e della produzione) da rurale in industriale, e i connessi flussi migratori sia verso l'estero che all'interno del territorio italiano; mutarono le proporzioni numeriche fra addetti all'agricoltura (agricoltori) e alla produzione industriale (operai) in senso preponderante a favore di quest'ultima. La crisi del lavoro della terra (dovuta anche alla crescita dei costi di produzione e all'introduzione di macchine) contribuì a rendere disponibile, con la crescente disoccupazione dei braccianti, forza lavoro in quantità senza precedenti e di queste si servirono le nascenti industrie per rastrellare manodopera a basso costo. Sino ad allora la condizione del lavoratore dipendente assomigliava più alle descrizioni siloneggianti dei mille e mille piccoli borghi del contado che costellavano la nazione, nei decenni successivi la figura del lavorante meglio si inquadrò nell'impiegato di concetto (la burocratizzazione di Stato e degli enti costituenti il cosiddetto parastato accolse una grande quantità di addetti) e nell'operaio, che andò a riempire le strutture, costantemente in crescita, di aziende industriali di cui molte ubicate nel Settentrione. Una quota rilevante di occupazione fu offerta anche dall'edilizia, specie nelle grandi città. A tutela di quest'ultimo settore fu varata nel 1960 la norma che vietava l'appalto di manodopera, pratica che aggirava il divieto di caporalato istituzionalizzandolo ad attività aziendale (sebbene la limitazione dell'applicabilità del divieto, escludendola per alcuni settori proprio dell'edilizia, sia stata molto contestata).
Prima del cosiddetto "boom" economico, v'era dunque un'oggettiva sperequazione in favore dei datori di lavoro, ai quali era consentito gestire con agilità i rapporti con il personale, selezionandolo per l'assunzione e gestendolo in seguito con insindacabile riferimento ad assolutamente discrezionali indirizzi aziendali che ben potevano comprendere fattori anche personalistici. In questo contesto sui rapporti di lavoro vi fu contraddittorietà delle pronunce giurisprudenziali, che si trovavano a gestire figure nuove, non di rado di malagevole compatibilità costituzionale o di ardua interpretazione pratica; si richiedeva una soluzione legislativa perché la crescita del contenzioso, che ogni volta e per ogni caso evocava situazioni di grave drammaticità specifica, si nutriva anche di radicati contrasti fra princìpi.

## Sinossi storica

### Il percorso politico e la promulgazione

Sciopero dei metalmeccanici, Milano 1969

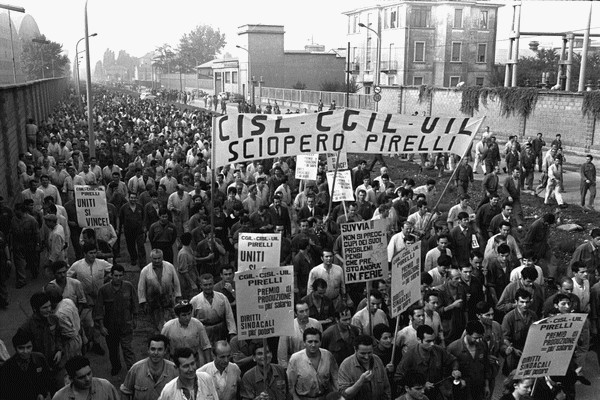
Sciopero operai Pirelli fuori dalla fabbrica, Milano 1969

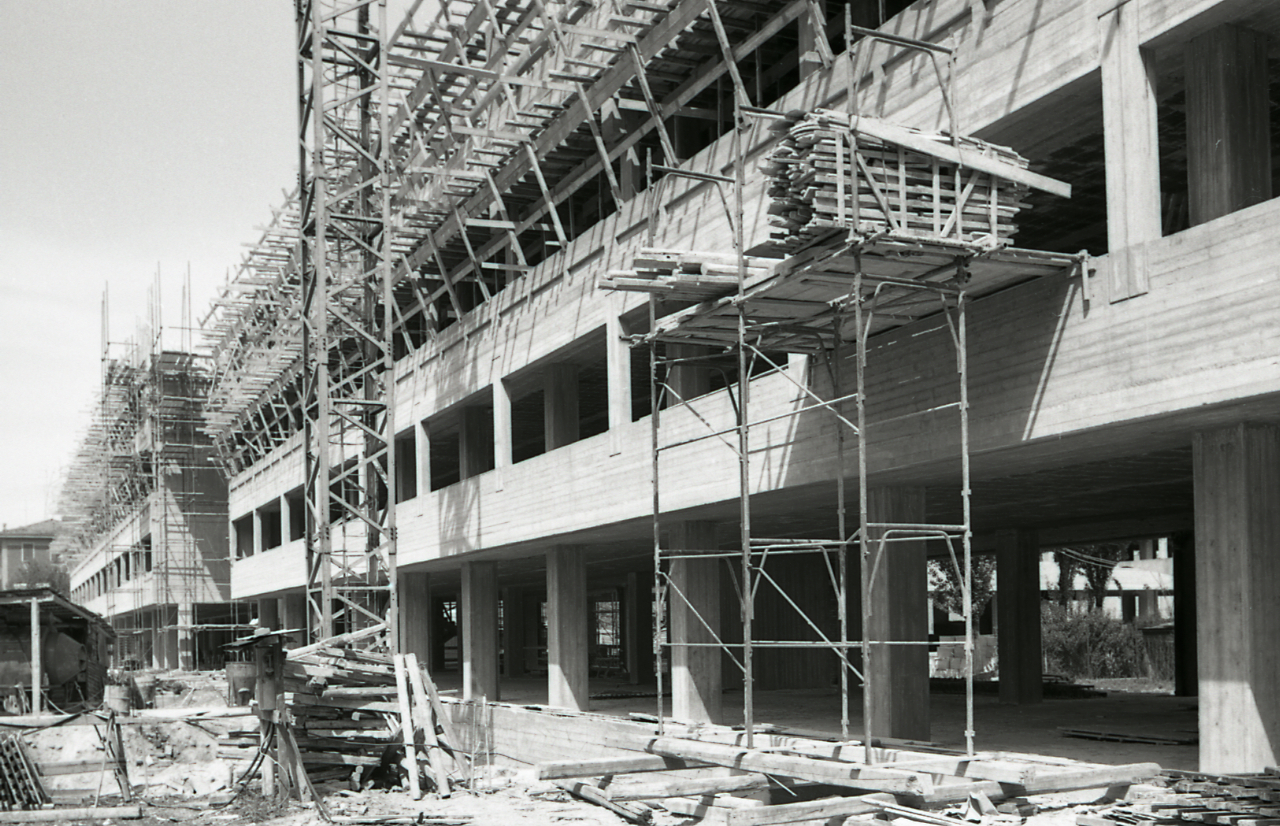
Cantiere edile, Bologna 1970

Le prime istanze per un provvedimento coordinato sulla materia risalgono a quando il leader della CGIL, Giuseppe Di Vittorio, si pronunciò apertamente nel 1952 a favore di una legge quadro che riformulasse l'intera materia, e lo fece parlandone proprio in termini di statuto.
Poco dopo iniziavano alla FIAT gli isolamenti degli operai più attivi sul fronte delle rivendicazioni, trasferiti in impianti come l'OSR.
Politicamente, al principio degli anni sessanta, i diversi tentativi di rafforzare gli esperimenti governativi di centrosinistra si tradussero in un notevole impegno riformista primariamente a opera del PSI, il principale interessato a quella formula politica, ma anche della CGIL, che rimaneva lo strumento unitario delle diverse forze di sinistra, divise sul piano politico tra maggioranza e opposizione.
Già avanzate in senso genericamente programmatico al tempo del primo governo Moro di "centrosinistra organico" (1963), nell'anno in cui si emanarono norme per la tutela delle donne lavoratrici (ad esempio vietando il licenziamento per causa di matrimonio o consentendo l'accesso delle donne ai pubblici uffici e alle professioni), molte delle riforme sulla cui proposizione andava condensandosi l'attenzione socialista furono di fatto "congelate" dopo i fatti del luglio 1964 (Piano Solo) e sarebbero riapparse con vigore qualche mese dopo.
Il percorso che sarebbe sfociato nell'emanazione dello Statuto, in fondo, si lega principalmente a una paternità socialista a latere della quale si registrarono adesioni minori di altri partiti o di correnti interne ai partiti. Con ovvi obiettivi di consolidamento del seguito elettorale, e quindi di rafforzamento del proprio peso all'interno delle coalizioni, ma non senza effettiva determinazione a raggiungere una norma definitiva, fu il partito di Nenni a premere perché la regolamentazione si frapponesse come argine al dilagare del disordine di questa materia, e ne fece cavallo di battaglia reputando che potesse essere la via capace di condurlo alla guida del Paese.
Dopo il D.P.R. 30 giugno 1965, n. 1124 (Testo unico delle norme in materia di infortuni e malattie professionali), la legge 21 luglio 1965, n. 903 (che introduceva le pensioni di anzianità e istituiva la pensione sociale) e la legge 15 luglio 1966, n. 604 (che regolava la materia dei licenziamenti), quest'ultima frutto di un'azione unitaria di parlamentari di Partito comunista, Partito socialista e Psiup, vi era ancora da registrare normativamente la posizione guadagnata dai sindacati e la nuova figura di lavoratore che emergeva dalle loro elaborazioni; l'interessamento del PSI sarebbe stato anche strategicamente utile per "scippare" una tematica fondamentale al Partito Comunista, l'altro grande partito della sinistra rispetto a cui il PSI era in quella fase diversamente collocato, il quale nel 1967, primo firmatario il capogruppo alla Camera Pietro Ingrao, presentò una proposta di legge (n. 4227) “per la tutela della libertà e della dignità dei lavoratori e per l’esercizio dei diritti costituzionali all’interno dei luoghi di lavoro”.
Parallelamente, perciò, ad azioni sul fronte della previdenza sociale e su fronti di altra prevedibile rilevanza nazionale, come ad esempio la campagna per il divorzio, i socialisti esercitarono fortissime pressioni perché le azioni normative in materia agraria (1964), peraltro anch'esse oggetto di animate (e animose) polemiche, venissero corroborate da analoghe azioni sul lavoro in generale.

### Le lotte sindacali

Manifestazione operaia, Milano 1970

Fu con l'autunno caldo che il tema si ripropose, stavolta più incisivamente che ai tempi di Di Vittorio o a quelli del governo di centro-sinistra del 1963 di Aldo Moro.
Le rappresentanze sindacali erano fortemente politicizzate e ciascuna di esse aveva un suo Partito politico di riferimento: si distinsero, in particolare, la CGIL, la CISL e la UIL (tecnicamente ormai divenute delle confederazioni), le quali sempre più spesso iniziarono a operare in sintonia tra loro sino a essere collettivamente definite come "triplice alleanza" o tout-court "la Triplice".
In posizione distinta la Cisnal, legata al MSI.
Nel marzo 1969 le principali compagini sindacali furono audite in Senato dalla X Commissione Lavoro, nel corso di una indagine conoscitiva avviata da questa sulla situazione dei lavoratori nelle aziende, in particolare nella Olivetti.

### La posizione delle aziende
La classe imprenditoriale dichiarava che alla forza lavoro non si poteva concedere di prendere parte alle decisioni su politiche e strategie aziendali, considerando qualsiasi proposta in materia di gestione del personale (comprese le fasi di assunzione e licenziamento) che non fosse unicamente determinata dagli organi direttivi aziendali, come un'ingerenza non giustificata da alcuna ragione sociale.
Le ventilate formule di "democratizzazione", per le quali comitati di operai avrebbero potuto censurare le decisioni economiche e produttive, parvero agli industriali strumentali manovre per il rafforzamento di un già cospicuo potere dei sindacati di condizionare da un lato le attività economico-imprenditoriali e dall'altro quelle del governo. 
Lo slogan "partecipare alla elaborazione dei programmi produttivi" fu considerato e stigmatizzato come un indebito tentativo di sottomettere l'azione imprenditoriale a quella di alcune forze politiche, dalla quale l'attività delle tre confederazioni era scopertamente ispirata, e se ne segnalò la supposta perniciosità nella parte in cui, proprio poco dopo la stabilizzazione di un vero e proprio mercato internazionale, avrebbe posto pesanti limitazioni alla capacità produttiva (a tutto vantaggio di competitori stranieri) con effetti negativi sulle esportazioni.
Furono anche fatte circolare non documentate "veline", in una delle quali si sospettava che taluni sindacalisti stranieri avessero sollecitato gravi azioni di protesta, tradottesi in cali produttivi, per averne ricevuta remunerata istruzione da parte di industriali statunitensi.

### I protagonisti politici

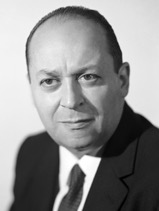
Giacomo Brodolini

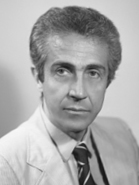
Gino Giugni

Carlo Donat-Cattin

Giacomo Brodolini, sindacalista socialista che fu Ministro del lavoro e della previdenza sociale, legò il suo nome sia alla riforma del 1969 proprio della previdenza sociale (la cosiddetta "riforma delle pensioni", passate dal sistema "a capitalizzazione" a quello "a ripartizione"), sia all'abolizione delle cosiddette "gabbie salariali", sia all'impulso più determinante per la codificazione della materia del lavoro: Brodolini richiese infatti l'istituzione di una commissione nazionale per la redazione di una bozza di statuto (da lui chiamato "Statuto dei diritti dei lavoratori)", alla cui presidenza chiamò Gino Giugni, anch'egli socialista, allora un semplice docente universitario, seppure già noto, e un comitato tecnico di notevole spessore.
Il maggior promotore dello Statuto, Brodolini, non lo vide venire alla luce, poiché morì poco dopo l'istituzione, l'11 luglio 1969, della Commissione tecnica presieduta da Giugni, che portò a compimento il progetto. Resta Giugni la figura più nota e rappresentativa di tutta l'operazione, anzi è comunemente chiamato "padre" dello statuto.
S'impegnò fortemente per l'approvazione della legge il successore di Brodolini, il democristiano Carlo Donat-Cattin (ex-sindacalista della CISL torinese, e quindi con un'attenzione tutta particolare verso la FIAT), considerato il politico più "ruvido" della DC.
Secondo il Corriere della Sera, il discorso alla Camera del ministro Donat Cattin è stato «permeato di asprezze polemiche. Gli imprenditori e le forze politiche moderate – non escluse quelle che militano nella Dc – sono state i bersagli delle ripetute tirate del ministro»
«I rilievi mossi allo Statuto risentono in gran parte di una mentalità privatistica dei rapporti sindacali ispirata da Dossetti», dice Donat Cattin, e riflettono un punto di vista «talvolta esasperato fino a visioni di tipo americanistico che vedevano il sindacato come libero agente operante nella società al di fuori di ogni regolazione giuridica». 
La punta avanzata della dura azione del padronato è stata rappresentata dalla Fiat, con «massicci licenziamenti di carattere politico e antisindacale».

### L'approvazione
Lo Statuto votato al Senato, fu approvato dalla Camera con 217 voti a favore (la maggioranza di centro sinistra – DC, PSI e PSDI (nel PSI-PSDI Unificati), PRI – con l'aggiunta del PLI, al tempo all'opposizione); si orientarono per l'astensione PCI, PSIUP e MSI e si registrarono dieci voti contrari.
La legge non ricevette l'avallo dei comunisti: «Il Pci si è astenuto per sottolineare le serie lacune della legge e l'impegno a urgenti iniziative che rispecchino la realtà della fabbrica», scrisse l'Unità del 15 maggio a pagina 2, «il testo definitivo contiene carenze gravi e lascia ancora molte armi, sullo stesso piano giuridico, al padronato». Alla Camera intervenne Gian Carlo Pajetta, che sottolineò i punti più negativi del provvedimento ad avviso del PCI: l'esclusione dalle garanzie previste dalla legge nei confronti dei lavoratori delle aziende fino a 15 dipendenti, la mancanza di norme contro i licenziamenti collettivi di rappresaglia.
"Lo statuto dei lavoratori è legge" titolò a tutta pagina l'“Avanti!” del 22 maggio 1970 e affermò nell'occhiello: "Il provvedimento voluto dal compagno Giacomo Brodolini è stato definitivamente approvato dalla camera". Il giornale ricordò il ruolo di impulso svolto dal Ministro del lavoro socialista, prematuramente scomparso, considerato il vero "padre politico" dello Statuto, e attaccò «l'atteggiamento dei comunisti, ambiguo e chiaramente elettoralistico».
L'articolo di fondo del quotidiano socialista proclamava: "La Costituzione entra in fabbrica", sottolineando «il riconoscimento esplicito di una nuova realtà che, dopo le grandi lotte d'autunno, nel vivo delle lotte per le riforme sociali, vede la classe lavoratrice all'offensiva, impegnata nella costruzione di una società più democratica».

## Contenuto
Il testo della legge contiene norme relative a numerose previsioni specifiche, su alcune delle quali si sofferma in modo dettagliato. Si divide in un titolo dedicato al rispetto della dignità del lavoratore, in due titoli dedicati alla libertà e all'attività sindacali, in un titolo sul collocamento e in uno sulle disposizioni transitorie.

### I diritti dei lavoratori
La norma sancisce anzitutto la libertà di opinione del lavoratore (art.1), che non può quindi essere oggetto di trattamento differenziato in dipendenza da sue opinioni politiche o religiose e che, per un successivo verso, non può essere indagato per queste nemmeno in fase di selezione per l'assunzione. Questi passi trovano una loro spiegazione di migliore evidenza segnalando che, nel secondo dopoguerra in Italia, si verificarono numerosi casi di licenziamento di operai che conducevano attività politica o che, anche indirettamente, si rivelavano militanti di forze politiche o sindacali non gradite alle aziende.

### I divieti di controllo dell'attività lavorativa
L'attività lavorativa, l'apporto operativo del lavoratore, è poi svincolata da alcune forme di controllo che la norma giudica improprie e che portano lo Statuto a formulare specifici divieti quali, ad esempio:
- divieto, per il datore di retribuzione, di assegnare le guardie giurate al controllo dell'attività lavorativa dei lavoratori (secondo l'art.2 tale figura può esercitare esclusivamente la vigilanza sul patrimonio aziendale);
- divieto d'uso di impianti audiovisivi e di altre apparecchiature per finalità di controllo a distanza dell'attività dei lavoratori, salvo accordi coi sindacati.[17]

Anche le visite personali di controllo sul lavoratore, ovvero le perquisizioni all'uscita del turno (principalmente effettuate per verificare che il lavoratore non si sia appropriato di beni prodotti o di altro materiale di proprietà dell'azienda), sono sottoposte a limitazioni di dettagliata rigorosità.
Al fine di limitare inoltre impropri eccessi del datore di retribuzione, eventualmente risultanti in indebite pressioni, sono vietati accertamenti diretti da parte del datore di lavoro sulla idoneità e sulla infermità per malattia o infortunio del lavoratore dipendente, delegando agli enti pubblici competenti tali accertamenti. Si prevedono poi appositi permessi per motivi di studio per coloro che frequentassero scuole primarie, secondarie, istituti di formazione professionale o anche università.

### La reintegrazione nei casi di licenziamento
Sulla base di quanto disposto dall'art.35 dello statuto e dagli articoli dal 19 al 27, applicati ad aziende con "...sede, stabilimento, filiale, ufficio o reparto autonomo che occupa più di quindici dipendenti..." (ridotti a cinque per le imprese agricole), si afferma la tutela dell'attività sindacale e il principio del reintegro nel posto di lavoro in caso di licenziamento, nei casi previsti dall'articolo 18 dello statuto dei lavoratori.
Dopo la contrattualizzazione del pubblico impiego in Italia avvenuta negli anni 1990, l'applicabilità della norma fu estesa anche ai dipendenti pubblici italiani.
Il licenziamento dei lavoratori definiti fragili ai sensi del Decreto 4 febbraio 2022, che non possono svolgere la mansione svolta a causa della malattia, rientra nell'art.18 dello Statuto dei lavoratori. Il datore di lavoro dovrebbe adibire il lavoratore ad un'altra mansione. La criticità di trovare una nuova mansione ha portato i lavoratori fragili uniti in Associazioni a condurre una battaglia per il riconoscimento dei propri diritti. In Parlamento sono in discussione delle proposte di legge.

## I referendum abrogativi

### Referendum abrogativo del 1995
Con referendum abrogativo, proposto da Cobas e Rifondazione Comunista, è stato modificato l'articolo 19, in merito alle rappresentanze sindacali. Con tale modifica le rappresentanze sindacali sono riservate ai sindacati firmatari di contratti nazionali e locali applicati nell'unità produttiva, e non più ai sindacati più rappresentativi in generale. Venne inoltre abrogato con referendum promosso da Partito Radicale e Lega Nord l'art. 26 comma 2 della legge, che sanciva il prelievo forzoso dalla busta paga dei lavoratori di contributi a favore dei sindacati, secondo le modalità stabilite dai CCNL.
La Corte costituzionale, il 4 luglio 2013, su ricorso della FIOM, ha dichiarato incostituzionale l'art.19 dello Statuto «nella parte in cui non prevede che la rappresentanza sindacale aziendale sia costituita anche nell'ambito di associazioni sindacali che, pur non firmatarie di contratti collettivi applicati nell'unità produttiva, abbiano comunque partecipato alla negoziazione relativa agli stessi contratti quali rappresentanti dei lavoratori».

### Referendum abrogativo del 2000
Nel 2000 si è svolto un referendum promosso dai Radicali per abolire le garanzie previste dall'articolo 18 ai lavoratori delle aziende con più di 15 dipendenti. Ha votato solo il 32,00% degli elettori (quindi non è stato raggiunto il quorum), e il sì comunque non ha avuto la maggioranza dei voti validi (33,40%).

### Referendum abrogativo del 2003
Nel 2003 si è svolto un referendum promosso da Rifondazione Comunista per estendere le garanzie previste dall'articolo 18 ai lavoratori delle aziende con meno di 15 dipendenti. Ha votato solo il 25,50% degli elettori (quindi non è stato raggiunto il quorum), e il sì ha avuto l'86,70% dei voti validi.